# Бири, Янош
Я́нош Би́ри (венг. János Biri; 21 июля 1901, Будапешт, Австро-Венгрия  — 20 февраля 1974, Будапешт, Венгрия) — венгерский футболист и тренер, имевший португальское гражданство. Выступал на позиции вратаря. Участник Олимпийских игр—1924.

## Карьера

### Клубная
Янош Бири начинал карьеру футболиста в клубе «Кишпешт». В 1925—27 годах сыграл 35 матчей
 в чемпионате Италии за «Падову». С 1927 по 1933 год выступал в венгерских клубах, после чего перебрался в чемпионат Португалии. Завершил карьеру в «Боавиште» в 1935 году.

### В сборной
Янош Бири дебютировал в сборной Венгрии 23 сентября 1923 года в товарищеском матче с австрийцами. Всего вратарь сыграл за национальную команду 5 матчей, в том числе 2 — в рамках Олимпиады—1924. В последний раз за сборную Бири выступал 7 октября 1928 года в матче с командой Австрии
.

### Тренерская
Вся тренерская карьера Яноша Бири прошла в Португалии. В 1939—1947 годах Янош Бири был главным тренером «Бенфики». За это время клуб трижды становился чемпионом Португалии и столько же раз выигрывал национальный кубок. В сезоне 1939/40 «Бенфика», выиграв кубок, стала и чемпионом Лиссабона, а три года спустя совместила победу в кубке с выигрышем чемпионата страны, сделав таким образом золотой дубль.
После ухода из «Бенфики» Бири до 1966 года тренировал различные клубы Португалии, но каких-либо значительных успехов с ними не добивался.

## Статистика
| Матчи Яноша Бири за сборную Венгрии | Матчи Яноша Бири за сборную Венгрии | Матчи Яноша Бири за сборную Венгрии | Матчи Яноша Бири за сборную Венгрии | Матчи Яноша Бири за сборную Венгрии | Матчи Яноша Бири за сборную Венгрии |
| #                                   | Дата                                | Соперник                            | Счёт                                | Пропущенные голы                    | Турнир                              |
| ----------------------------------- | ----------------------------------- | ----------------------------------- | ----------------------------------- | ----------------------------------- | ----------------------------------- |
| 1                                   | 23 сентября 1923                    | Австрия                             | 2:0                                 | 0                                   | Товарищеский матч                   |
| 2                                   | 26 мая 1924                         | Польша                              | 5:0                                 | 0                                   | Олимпиада—1924                      |
| 3                                   | 29 мая 1924                         | Египет                              | 0:3                                 | 3                                   | Олимпиада—1924                      |
| 4                                   | 12 июля 1925                        | Швеция                              | 2:6                                 | 6                                   | Товарищеский матч                   |
| 5                                   | 7 октября 1928                      | Австрия                             | 1:5                                 | 5                                   | Товарищеский матч                   |

Итого: 5 матчей / 14 пропущенных голов; 2 победы, 0 ничьих, 3 поражения.

## Достижения
Бенфика
- Чемпион Португалии (3): 1941/42, 1942/43, 1944/45
- Обладатель кубка Португалии (3): 1939/40, 1942/43, 1943/44
- Чемпион Лиссабона (1): 1939/40